# Окспренолол
Окспренолол — синтетичний антигіпертензивний препарат та антиаритмічний препарат, що належить до групи неселективних бета-блокаторів, для перорального застосування.

## Фармакологічні властивості
Окспренолол — синтетичний лікарський препарат, що належить до групи неселективних бета-блокаторів. Механізм дії препарату полягає у неселективній блокаді бета-адренорецепторів (на 75% β1- та на 25% β2-адренорецепторів), що призводить до зменшення утворення цАМФ із АТФ, яке стимулюється катехоламінами. У результаті цього знижується поступлення іонів кальцію в клітини, знижується частота серцевих скорочень, пригнічується провідність та збудливість міокарду, знижується скоротливість міокарду. Окспренолол має власну симпатоміметичну активність та незначну мембраностабілізуючу дію, пригнічує автоматизм синоатріального вузла та виникнення ектопічних ділянок у передсердях, атріовентрикулярному вузлі і, меншою мірою, у шлуночках. Препарат знижує швидкість проведення збудження в атріовентрикулярному з'єднанні по пучку Кента переважно в антеградному напрямку та мало впливає на провідність по додаткових шляхах провідної системи серця. Окспренолол знижує потребу міокарду у кисні. Внаслідок внутрішньої симпатоміметичної активності знижує ризик виникнення брадикардії. Препарат знижує серцевий викид, артеріальний тиск, секрецію реніну, нирковий кліренс та швидкість клубочкової фільтрації. Окспренолол зменшує частоту нападів стенокардії та підвищує переносимість фізичних навантажень, знижує частоту розвитку повторних інфарктів міокарду та смертність після перенесеного інфаркту. Препарат пригнічує реакцію барорецепторів дуги аорти на зниження артеріального тиску. Окспренолол підвищує рівень ліпопротеїнів низької щільності та тригліцеридів і знижує концентрацію в крові ліпопротеїнів високої щільності. Препарат має також пряму вазоділятуючу дію. Завдяки симпатолітичній дії окспренолол має здатність усувати почуття тривоги та внутрішнього напруження.

### Фармакодинаміка
Окспренолол швидко та добре всмоктується у шлунково-кишковому тракті при пероральному прийомі, але біодоступність препарату становить лише 24—60% у зв'язку з ефектом першого проходження через печінку. Окспренолол добре зв'язується з білками плазми крові. Препарат проходить через гематоенцефалічний бар'єр. Окспренолол проходить через плацентарний бар'єр та виділяється в грудне молоко. Окспренолол частково метаболізується у печінці. Виводиться препарат із організму переважно із жовчю у вигляді метаболітів, частково виводиться нирками у незміненому вигляді. Період напіввиведення окспренололу становить 1—2 години, цей час може збільшуватися при порушеннях функції печінки.

## Показання до застосування
Окспренолол застосовується при гіпертонічній хворобі, стенокардії, при аритміях (синусовій тахікардії, тахісистолічній формі миготливої аритмії, екстрасистоліях), при інфаркті міокарду (у клінічно стабільних хворих), гіперкінетичному кардіальному синдромі, при есенціальному треморі, при гіпертрофічній кардіоміопатії, при феохромоцитомі як додатковий засіб, тиреотоксикозі, при пролапсі мітрального клапану, симптоматичному лікуванні тривоги.

## Побічна дія
При застосуванні окспренололу можливі наступні побічні ефекти:
- Алергічні реакції та з боку шкірних покривів — висипання на шкірі, свербіж шкіри, гіперемія шкіри.
- З боку травної системи — нудота, блювота, діарея або запор, сухість у роті.
- З боку нервової системи — головний біль, запаморочення, швидка втомлюваність, парестезії, депресія, сонливість або безсоння, порушення концентрації уваги, втрата свідомості, кошмарні сновидіння, галюцинації.
- З боку серцево-судинної системи — брадикардія або тахікардія, недостатність периферичного кровообігу, артеріальна гіпотензія, периферичні набряки, посилення переміжної кульгавості, AV-блокада, похолодання кінцівок.
- З боку сечостатевої системи — зниження лібідо, імпотенція.
- З боку опорно-рухового апарату — артралгії, судоми м'язів.
- З боку дихальної системи — задишка, бронхоспазм.
- З боку ендокринної системи — гіпо- або гіперглікемія.
- Зміни в лабораторних аналізах — лейкопенія, тромбоцитопенія, гіперглікемія, гіпоглікемія.

## Протипокази
Окспренолол протипоказаний при підвищеній чутливості до препарату, кардіогенному шоці, при декомпенсації серцевої недостатності або серцевій недостатності ІІВ—III ступеня, синдромі слабкості синусового вузла, АВ-блокаді II-ІІІ ступеня, при бронхіальній астмі, брадикардії, артеріальній гіпотензії, цукровому діабеті, важких порушеннях периферичного кровообігу. Препарат не застосовують при вагітності та годуванні грудьми. З обережністю застосовують препарат при хронічних захворюваннях печінки, бронхообструктивних захворюваннях, стенокардії Принцметала, хворобі Рейно, АВ-блокаді I ступеня.

## Форми випуску
Окспренолол випускається у вигляді таблеток по 0,02 та 0,08 г. Станом на 2014 рік в Україні даний препарат не зареєстрований.